# Haladás Sportkomplexum
El Haladás Sportkomplexum es un estadio de fútbol ubicado en la ciudad de Szombathely, Hungría. Fue inaugurado en 2017 y cuenta con una capacidad para 8 600 personas, reemplazó al antiguo Rohonci úti Stadion demolido en 2016. El recinto es utilizado por el club Haladás Szombathely de la Liga de Fútbol de Hungría.
La construcción del nuevo estadio dio inicio el 11 de abril de 2016 y concluyó en septiembre de 2017. El costo final del estadio fue de 15,2 mil millones de florínes húngaros y fue financiado por el estado húngaro. El propietario del estadio es la ciudad de Szombathely.
El estadio abrió el 8 de noviembre de 2017 con un encuentro entre el cuadro local Szombathelyi Haladás VSE y el cuadro croata NK Osijek, el partido terminó con una victoria de los locales por 3-1. El primer gol lo marcó Haris Hajradinović en el minuto 7. La ceremonia inaugural contó con el discurso de Tünde Szabó, ministro de Recursos Humanos de Hungría.
El 25 de noviembre de 2017 se jugó el primer partido oficial en el estadio, Szombathelyi Haladás enfrentó al Ferencváros TC por la fecha 17 de la Nemzeti Bajnokság I 2017-18. El partido finalizó con una victoria por 2-1 para los locales, el primer gol en el estadio lo marcó Karol Mészáros en el minuto 32.
En 2021 será una de las cuatro sedes de Hungría en la Eurocopa Sub-21 de 2021, en la que comparte la organización con Eslovenia.